# Realme
A Realme é uma fabricante chinesa de smartphones com sede em Shenzhen, na China. Criada em 4 de maio de 2018 como uma subsidiária da Oppo, a realme agora é liderada de forma independente pelo Madhav Sheth.
Marca jovem e ousada, com o lema Dare To Leap (ouse ir além, em tradução livre), a realme tem como objetivo democratizar a tecnologia, trazendo funções de ponta em aparelhos de uma faixa de preço mais ampla, com a finalidade de empoderar os jovens de todo o mundo.
Para isso, o lançamento de produtos segue uma filosofia que a marca chama de 1+5+T, onde o 1 é o smartphone - a central de entretenimento e controle dos demais dispositivos. O 5, por sua vez, representa laptops, TVs, smart watches, fones de ouvido TWS e tablets - que complementam a experiência. Por último, o T vem da palavra Techlife, uma vida inteligente e integrada, que inclui diversos outros tipos de dispositivos que vão de casa inteligente a entretenimento, passando por cuidados pessoais e diversas outras frentes.

## História
Sob o nome "OPPO Real", a realme deu as caras pela primeira vez na China em 2010. A realme nasceu como uma divisão da OPPO Electronics Corporation até a sua separação em 2018, quando se tornou uma empresa independente.
Em 30 de julho de 2018, o ex-vice-presidente e chefe do departamento de negócios no exterior da OPPO, Sky Li, anunciou no Weibo sua saída oficial da OPPO e fez da realme uma marca independente. Ele afirmou que a realme se focaliza em fornecer telefones celulares que integram forte desempenho e modelo elegante.
Desde então, a realme tem atingido marcas impressionantes. Devido à qualidade dos seus produtos aliada com tecnologia de ponta e preços interessantes, tornou-se a marca de smartphones que mais cresce em todo o mundo e em três anos de existência, saltou da 47ª posição dentre as maiores marcas para a 6ª. Somente no Q3 de 2021, de acordo com a Counterpoint Research a realme cresceu 831% em vendas de smartphones 5G com outras marcas do mesmo grupo - OPPO (165%) e VIVO (147%) - completando o pódio.
Desde o início, a marca já passou da marca dos 100 milhões de smartphones vendidos. Só a Number Series, uma das suas linhas, já passou das 40 milhões de unidades comercializadas.

## Negócio
A realme lança seu primeiro produto, a realme 1, na Índia, em maio de 2018. O mercado indiano foi o primeiro passo para a realme. Conforme a realme visa o mercado global, ela irá expandir o seu alcance geograficamente, com potenciais mercados-alvos, que inclui o sudeste asiático.
No Brasil, a realme desembarcou no início de 2021 com os smartphones realme 7 e realme 7 Pro e vem expandindo a sua linha com muita velocidade. Além de modelos das séries C (entrada), Number (intermediária) e GT (topo de gama), já foram lançados localmente diversos modelos de fones de ouvido e smartwatches. A marca também já confirmou a vinda oficial do seu smartphone mais poderoso, o realme GT 2 Pro, equipado com 12GB de memória RAM, processador Qualcomm Snapdragon 8 Gen 1 e funções inéditas no mercado, como a câmera ultra-wide com 150 graus de abertura.

## Mascote
Em Dezembro de 2020, a realme apresentou o seu mascote, realmeow (pronuncia-se realmiau), um gato-robô de 18 anos de idade, com personalidade independente e destemida, vindo diretamente do planeta Trendsetting (criador de tendências, em tradução livre), cujos membros robóticos podem ser trocados e aprimorados à medida que a tecnologia evolui.
Para sua criação, o estúdio de design da marca contou com uma parceria com Mark A. Walsh, animador mundialmente renomado, conhecido por ter trabalhado em filmes como Monstros S.A e Procurando Nemo.